# Serixia laticeps
Serixia laticeps là một loài bọ cánh cứng trong họ Cerambycidae.